# Lee Hye-in (schermitrice)
Lee Hye-in (이혜인?; Ulsan, 16 gennaio 1995) è una schermitrice sudcoreana, specializzata nella spada.

## Palmarès
- Giochi olimpici

Tokyo 2020: argento nella spada a squadre.
- Mondiali

Wuxi 2018: argento nella spada a squadre.
Il Cairo 2022: oro nella spada a squadre.
Milano 2023: bronzo nella spada a squadre.
Tbilisi 2025: bronzo nella spada a squadre.
- Campionati asiatici

Bangkok 2018: bronzo nella spada individuale.